# Clematis patens 'The President'
Cultivar
La clématite patens 'The President' est un cultivar de clématite obtenu en 1873 par Charles Noble en Angleterre. Elle fut néanmoins présentée au public en 1876 dans la revue "Garden chronic".
La clématite 'The President' a été commercialisée à partir de 1876.

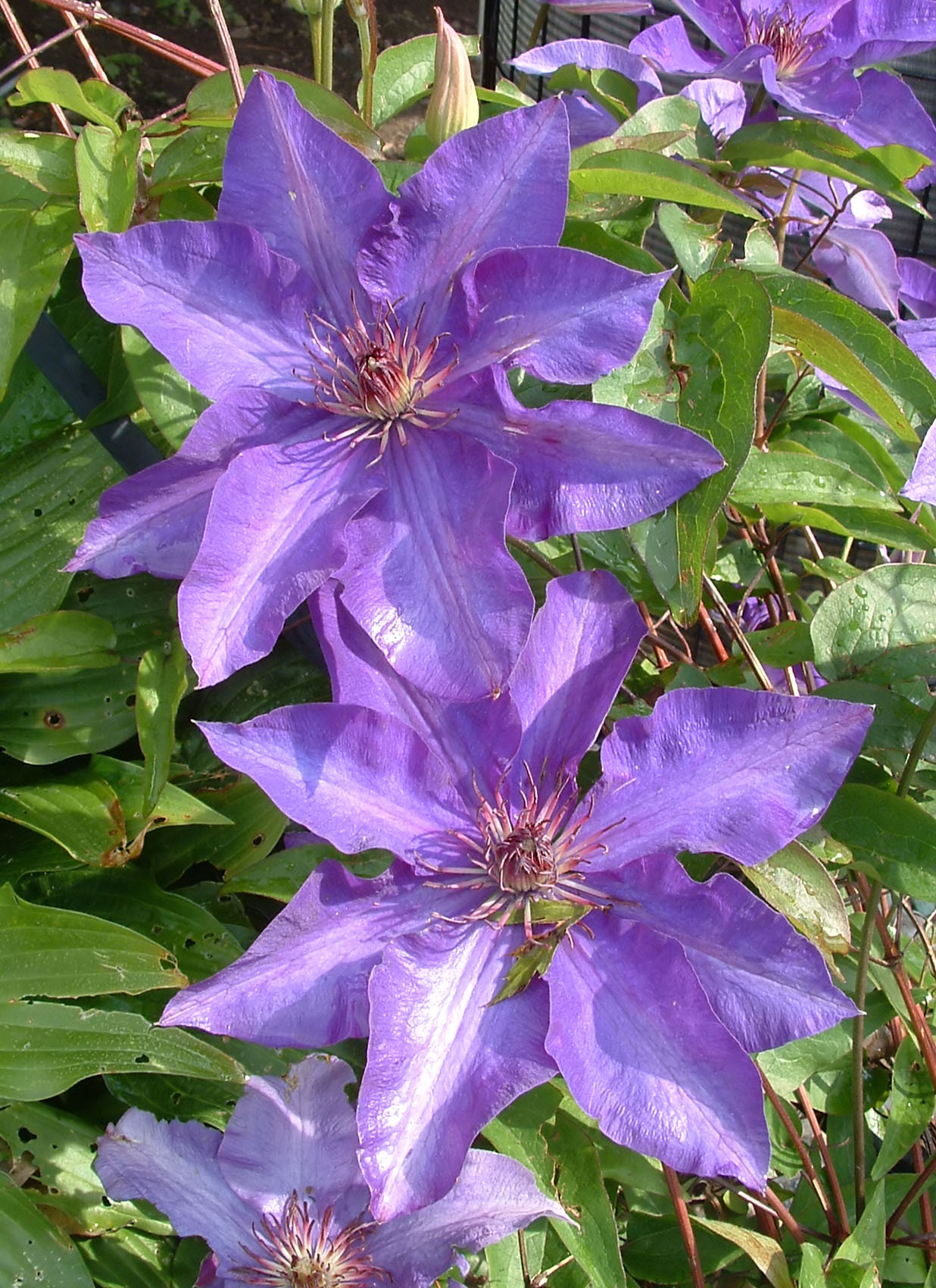
Clematis 'The President', à Niles, dans l'Illinois, le 27/05/2006.

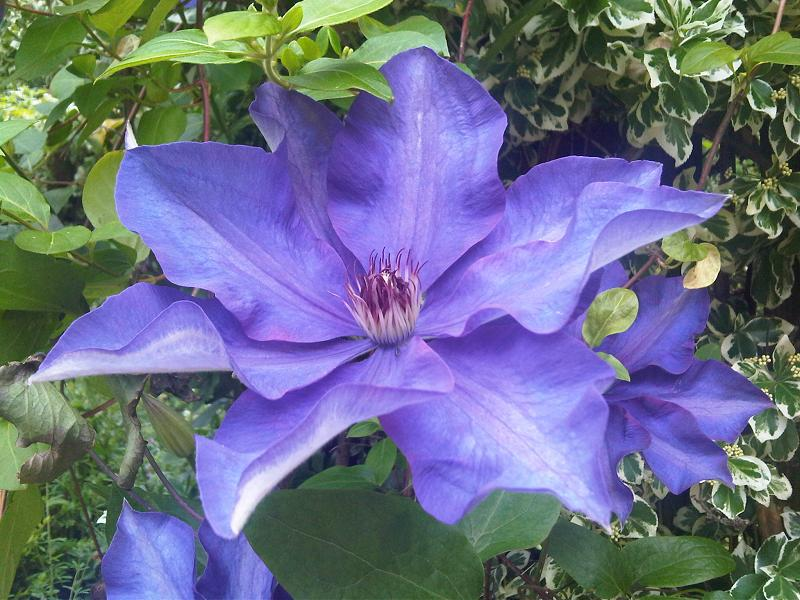
Clematis 'The President' à Londres.

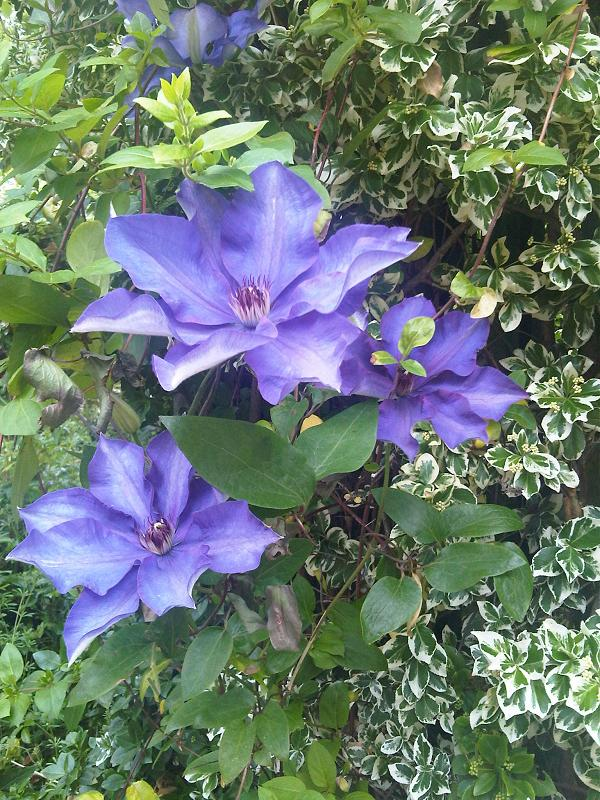
Clematis 'The President' à Londres.

## Description
La fleur de cette clématite est bleue, d'un diamètre d'environ 18 centimètres et possède de 7 à 9 sépales elliptiques qui se chevauchent. Les étamines sont jaune et rouge.
Adulte, la plante atteint 2 m.
Elle n’a pas de parfum particulier.

### Feuilles
Les feuilles de cette clématite sont parfois simples, parfois alternes.

## Obtention
Ce cultivar a été obtenu à partir de la clématite jackmanii et de différents semis.

## Distribution
En France, la clématite 'The President' est une des variétés les plus courantes.

## Protection
'The President' n'est protégée par aucun organisme.

## Culture
La clématite 'The President' est adaptée à la culture en pleine terre ou en pot. Cette clématite du groupe 2 fleurit sur le bois de l'année précédente au printemps puis sur la pousse de l'année à l'automne. Elle résiste à des températures inférieures à −20 °C.

## Maladies et ravageurs
La clématite 'The President' est sensible à l'excès d'eau, qui peut provoquer la pourriture du collet de la plante et la mort.

## Récompense
- RHS First class certificate de la Royal Horticultural Society en Angleterre lors de l'année 1876[1].
- RHS Award of Garden Merit de la Royal Horticultural Society en Angleterre au cours de l'année 1993[1].